# Хосе Леандро Андраде
Хосе Леандро Андраде (ісп. José Leandro Andrade; нар. 20 листопада 1901, Сальто — пом. 5 жовтня 1957, Монтевідео) — уругвайський футболіст, що грав на позиції опорного півзахисника.
Виступав, зокрема, за клуб «Насьйональ», а також національну збірну Уругваю, разом з якою став чемпіоном світу, дворазовим олімпійським чемпіоном та триразовим володарем Кубка Америки.
Володів дивовижною технікою, стрибучістю, був справжнім віртуозом шкіряного м'яча. Виступаючи на місці крайнього півзахисника, був основною ланкою команди Уругваю в роки її найвищих успіхів. Вважався одним з найкращих футболістів своєї епохи. За свою кар'єру провів близько 800 матчів, забив близько 300 голів.

## Ранні роки
Хосе Леандро Андраде народився в 1901 році в місті Сальто. Мати його була аргентинкою. Батько, яким, швидше за все, був Хосе Ігнасіо Андраде, був зазначений у свідоцтві про народження лише як свідок. У момент народження Хосе Ігнасіо, фахівцю з африканської магії, було вже 98 років, і він емігрував з Бразилії ще в часи, коли там процвітало рабство.
У ранньому віці Хосе переїхав в столичний квартал Палермо і виховувався тіткою. До введення професіоналізму у футболі працював музикантом на карнавалах (вмів грати на ударних, скрипці і бубні), а також працював чистильником взуття і продавцем газет.

## Клубна кар'єра
Будучи підлітком Андраде грав за клуб «Монтевідео Місьйонес».
На початку 1920-х років Андраде перейшов в команду «Белья Віста», де зіграв 71 матч і забив сім м'ячів. Саме з «Белья Вісти» він вперше був викликаний до національної команди .
1925 року переїхав в «Насьйональ», до складу якого приєднався 1924 року. Відіграв за команду з Монтевідео наступні сім сезонів своєї ігрової кар'єри, вигравши у 1924 році чемпіонат країни.
В 1930 році Андраде став гравцем клубу «Пеньяроль», де він зіграв 88 матчів в протягом найближчих декількох років і вдруге виграв національний чемпіонат. У 1932 році в Уругваї офіційно ввели професіоналізм, що призвело до зростання вимог до гравців. Андраде не відчував особливого бажання відвідувати часті тренувальні заняття. За 1932 рік у «Пеньяроля» було проведено 36 тренувань, з яких Андраде пропустив 20, причому тільки в п'яти випадках попередив про свою неявку заздалегідь, а в 15-ти — ігнорував тренування без повідомлення. Відповідно він все рідше став потрапляти в число основних гравців. Останнім матчем в стартовому складі «Пеньяроля» став для нього зіграний 17 вересня 1932 року матч проти «Расінга» з Буенос-Айреса. «Пеньяроль» виграв 1:0 (гол на рахунку Педро «Тігре» Янга).
Після відходу з «Пеньяроля» Андраде змінив ще три клуби — аргентинські «Атланту» (Буенос-Айрес), «Тальєрес-Ланус», а також уругвайський «Монтевідео Вондерерс», але в кожному з них з'являвся лише на короткий термін і остаточно залишив футбол в 1935 році.

## Виступи за збірну
1922 року дебютував в офіційних матчах у складі національної збірної Уругваю. Протягом кар'єри у національній команді, яка тривала 12 років, провів у формі головної команди країни 34 матчі, забивши 1 гол.

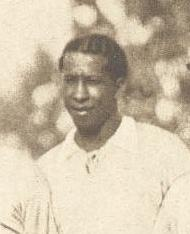
Хосе Леандро Андраде на Чемпіонат Південної Америки 1926 року у Чилі.

### Чемпіонат Південної Америки
У складі збірної був триразовим переможцем Чемпіонату Південної Америки (1923 та 1924 року в Уругваї, а також 1926 року у Чилі. Крім того Андраде став срібним призером чемпіонату 1927 року у Перу та бронзовим призером турніру 1929 року в Аргентині.

### Олімпійські ігри 1924
Популярність у Європі Андраде отримав після Олімпійських ігор 1924 року у Парижі. «Він грає в футбол, немов на музичному інструменті» — писали місцеві газети. Його так і прозвали: «Музикант футболу», «Чорне диво» та «Чорна перлина». Причому він став першим чорношкірим футболістом, що зіграв у олімпійському футбольному турнірі.
У матчі з Югославією на Іграх 1924 року Андраде протягнув м'яч через половину поля, жонглюючи головою, що справило на всіх глибоке враження. Цей трюк і подібні до нього він повторював потім і в інших поєдинках. Югославія була першим суперником уругвайців на Іграх в Парижі. Підсумок вийшов приголомшливим — 7:0 проти однієї з найсильніших на той момент європейських збірних. Потім уругвайці легко пройшли збірні США (3:0) і Франції (5:1), причому в другій з цих зустрічей Андраде зробив соло довжиною в 75 метрів, обігравши по ходу сімох суперників, і забив м'яч, після якого рахунок став 4: 0 .
Більш напруженим склався поєдинок з Нідерландами в півфіналі (2:1), після чого 9 червня уругвайців чекав у фіналі на стадіоні «Коломб» діючий, як тоді говорили, чемпіон Європи — Швейцарія. Матч викликав небувалий ажіотаж. Його відвідали 50 тисяч глядачів, а виручка в перерахунку на німецьку валюту склала 130 тисяч марок. І те й інше було рекордом для континентального футболу. У швейцарців в складі була своя суперзірка — бомбардир і диспетчер Макс Абегглен. Хто кого, гадала преса: «Ксам» або «Чорне диво»? Ніякої справжньої інтриги не вийшло — уругвайці здобули чергову перемогу 3:0 і отримали золоті медалі.

### Олімпійські ігри 1928

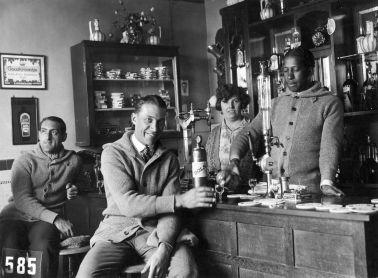
Хосе Андраде (за барною стійкою) обслуговує своїх партнерів по команді в барі Амстердама під час Олімпійських ігор 1928 року.

Через чотири роки Андраде повторював свої трюки на Олімпійських іграх 1928 року в Амстердамі. Італієць Альфредо Пітто, який грав проти нього на тому турнірі у півфіналі, говорив: «Упевнений, Андраде міг би запросто провести м'яч по центру Мілана в святковий день, не опускаючи його на землю». В підсумку Андраде вдруге поспіль виграв зі збірною Олімпіаду на європейській землі, перемігши в фіналі в матчі-переграванні аргентинців.

### Чемпіонат світу 1930 року
1930 року Андраде отримав серйозну травму ока, яка ледь не призвела до закінчення кар'єри, але зумів відновитися і взяв участь у домашньому чемпіонаті світу 1930 року в Уругваї, здобувши того року титул чемпіона світу. В кінці турніру Андраде був включений в символічну збірну турніру. У 1994 році він був обраний (France Football) під десятим номером у списку ТОП-100 гравців чемпіонату світу (1930—1990).

## Останні роки та смерть
У 1950 році Хосе Леандро був запрошений як почесний гість на чемпіонат світу, який пройшов у Бразилії. Його племінник, Віктор Родрігес Андраде, став чемпіоном світу у на тому турнірі і також був одним з лідерів уругвайської команди.
У 1956 році журналіст Фріц Хак розшукав Андраде, який жив в маленькій квартирі в бідному районі Монтевідео і страждав від алкоголізму . Великий футболіст помер від туберкульозу 5 жовтня 1957 року у притулку для бідняків «Пінейро-дель-Кампо» на 56-му році життя у місті Монтевідео.
На стадіоні «Сентенаріо», де уругвайці вперше стали чемпіонами світу, встановлений бюст першому чорношкірому спортсмену, який став зіркою світового футболу.

## Титули і досягнення

### Командні
- Чемпіон світу (1):

Уругвай: 1930
- Олімпійський чемпіон (2):

Уругвай: 1924, 1928
- Чемпіон Південної Америки (3):

Уругвай: 1923, 1924, 1926
- Срібний призер Чемпіонату Південної Америки (1):

Уругвай: 1927
- Чемпіон Уругваю (2):

«Насьйональ»: 1924: «Пеньяроль»: 1932

### Індивідуальні
- 29-те місце у Списку найкращих футболістів XX сторіччя за версією IFFHS[26]
- 10-те місце у списку ТОП-100 гравців чемпіонату світу (1930—1990) за версією «France Football»[23].
- Включений у символічну збірну чемпіонату світу: 1930[12][21][22]
- Володар «Бронзового м'яча» чемпіонату світу: 1930